# Ineos Grenadiers/Saison 2024
Diese Liste beschreibt die Mannschaft und die Siege des Radsportteams Ineos Grenadiers in der Saison 2024.

## Mannschaft
| Teamkader 2024                   | Teamkader 2024     | Teamkader 2024         | Teamkader 2024                           |
| Name                             | Geburtsdatum       | Land                   | Vorheriges Team                          |
| -------------------------------- | ------------------ | ---------------------- | ---------------------------------------- |
| Thymen Arensman                  | 4. Dezember 1999   | Niederlande            | Team DSM (2022)                          |
| Andrew August                    | 12. Oktober 2005   | Vereinigte Staaten     | Hot Tubes Cycling (2023)                 |
| Egan Bernal                      | 13. Januar 1997    | Kolumbien              | Androni-Sidermec-Bottecchia (2017)       |
| Jonathan Castroviejo             | 27. April 1987     | Spanien                | Movistar Team (2017)                     |
| Laurens De Plus                  | 4. September 1995  | Belgien                | Jumbo-Visma (2020)                       |
| Tobias Foss                      | 25. Mai 1997       | Norwegen               | Jumbo-Visma (2023)                       |
| Omar Fraile                      | 17. Juli 1990      | Spanien                | Astana-Premier Tech (2021)               |
| Filippo Ganna                    | 25. Juli 1996      | Italien                | UAE Team Emirates (2018)                 |
| Ethan Hayter                     | 18. September 1998 | Vereinigtes Königreich | VC Londres (2019)                        |
| Leo Hayter                       | 10. August 2001    | Vereinigtes Königreich | Hagens Berman Axeon (2022)               |
| Kim Heiduk                       | 3. März 2000       | Deutschland            | Team Lotto-Kern Haus (2021)              |
| Michał Kwiatkowski               | 2. Juni 1990       | Polen                  | Etixx-Quick Step (2015)                  |
| Michael Leonard                  | 26. März 2004      | Kanada                 | Team Franco Ballerini (2022)             |
| Jhonatan Narváez                 | 4. März 1997       | Ecuador                | Quick-Step Floors (2018)                 |
| Thomas Pidcock                   | 30. Juli 1999      | Vereinigtes Königreich | Trinity Racing (2020)                    |
| Salvatore Puccio                 | 31. August 1989    | Italien                |                                          |
| Brandon Rivera                   | 21. März 1996      | Kolumbien              | GW Shimano (2019)                        |
| Carlos Rodríguez                 | 2. Februar 2001    | Spanien                |                                          |
| Óscar Rodríguez                  | 6. Mai 1995        | Spanien                | Movistar Team (2023)                     |
| Luke Rowe                        | 10. März 1990      | Vereinigtes Königreich | 100% me (2011)                           |
| Magnus Sheffield                 | 19. April 2002     | Vereinigte Staaten     | Rally Cycling (2021)                     |
| Ben Swift                        | 5. November 1987   | Vereinigtes Königreich | UAE Team Emirates (2018)                 |
| Connor Swift                     | 30. Oktober 1995   | Vereinigtes Königreich | Arkéa-Samsic (2022)                      |
| Joshua Tarling                   | 15. Februar 2004   | Vereinigtes Königreich | FlandersColor Galloo (2022)              |
| Geraint Thomas                   | 25. Mai 1986       | Vereinigtes Königreich | Barloworld (2009)                        |
| Ben Turner                       | 28. Mai 1999       | Vereinigtes Königreich | Trinity Racing (2021)                    |
| Elia Viviani                     | 7. Februar 1989    | Italien                | Cofidis (2021)                           |
| Theodor Storm                    | 31. März 2005      | Dänemark               | Team NPV-Carl Ras Roskilde Junior (2023) |
| Artem Shmidt (25. Aug.–31. Dez.) | 30. Januar 2004    | Vereinigte Staaten     | Hagens Berman Jayco (2024)               |
|                                  |                    |                        |                                          |
| Quelle: ProCyclingStats          |                    |                        |                                          |

## Siege
| Siege    | Siege                                                     | Siege                  | Siege  | Siege            | Siege |
| Datum    | Rennen                                                    | Staat                  | Klasse | Sieger           |       |
| -------- | --------------------------------------------------------- | ---------------------- | ------ | ---------------- | ----- |
| 13. Jan. | People’s Choice Classic                                   | Australien             | NE     | Jhonatan Narváez |       |
| 3. Feb.  | Ecuadorianische Meisterschaften, Straßenrennen der Männer | Ecuador                | CN     | Jhonatan Narváez |       |
| 22. Feb. | O Gran Camiño, 1. Etappe                                  | Spanien                | 2.1    | Joshua Tarling   |       |
| 6. Apr.  | Baskenland-Rundfahrt, 6. Etappe                           | Spanien                | 2.UWT  | Carlos Rodríguez |       |
| 14. Apr. | Amstel Gold Race                                          | Niederlande            | 1.UWT  | Thomas Pidcock   |       |
| 15. Apr. | Tour of the Alps, 1. Etappe                               | Italien                | 2.Pro  | Tobias Foss      |       |
| 28. Apr. | Tour de Romandie, Gesamtwertung                           | Schweiz                | 2.UWT  | Carlos Rodríguez |       |
| 4. Mai   | Giro d’Italia, 1. Etappe                                  | Italien                | 2.UWT  | Jhonatan Narváez |       |
| 18. Mai  | Giro d’Italia, 14. Etappe                                 | Italien                | 2.UWT  | Filippo Ganna    |       |
| 9. Jun.  | Critérium du Dauphiné, 8. Etappe                          | Frankreich             | 2.UWT  | Carlos Rodríguez |       |
| 19. Jun. | Britische Meisterschaften, Einzelzeitfahren der Männer    | Vereinigtes Königreich | CN     | Joshua Tarling   |       |
| 20. Jun. | Italienische Meisterschaften, Einzelzeitfahren der Männer | Italien                | CN     | Filippo Ganna    |       |
| 23. Jun. | Britische Meisterschaften, Straßenrennen der Männer       | Vereinigtes Königreich | CN     | Ethan Hayter     |       |
| 4. Jul.  | Österreich-Rundfahrt, 2. Etappe                           | Österreich             | 2.1    | Brandon Rivera   |       |
| 6. Jul.  | Österreich-Rundfahrt, 4. Etappe                           | Österreich             | 2.1    | Filippo Ganna    |       |

## UCI-Weltranglisten-Platzierungen
| UCI-Ranking | UCI-Ranking          | UCI-Ranking            | UCI-Ranking |
| Fahrer      | Fahrer               | Land                   | Punkte      |
| ----------- | -------------------- | ---------------------- | ----------- |
| 19.         | Carlos Rodríguez     | Spanien                | 2290.9 P.   |
| 29.         | Thomas Pidcock       | Vereinigtes Königreich | 1970 P.     |
| 33.         | Jhonatan Narváez     | Ecuador                | 1860 P.     |
| 59.         | Geraint Thomas       | Vereinigtes Königreich | 1270 P.     |
| 63.         | Egan Bernal          | Kolumbien              | 1242.9 P.   |
| 67.         | Filippo Ganna        | Italien                | 1225.7 P.   |
| 72.         | Thymen Arensman      | Niederlande            | 1149 P.     |
| 87.         | Magnus Sheffield     | Vereinigte Staaten     | 1010 P.     |
| 149.        | Joshua Tarling       | Vereinigtes Königreich | 667.9 P.    |
| 164.        | Laurens De Plus      | Belgien                | 602.9 P.    |
| 254.        | Brandon Rivera       | Kolumbien              | 353 P.      |
| 269.        | Tobias Foss          | Norwegen               | 334 P.      |
| 351.        | Ethan Hayter         | Vereinigtes Königreich | 248 P.      |
| 353.        | Óscar Rodríguez      | Spanien                | 247 P.      |
| 374.        | Michał Kwiatkowski   | Polen                  | 233 P.      |
| 433.        | Ben Turner           | Vereinigtes Königreich | 199.9 P.    |
| 514.        | Elia Viviani         | Italien                | 155 P.      |
| 689.        | Connor Swift         | Vereinigtes Königreich | 99 P.       |
| 860.        | Kim Heiduk           | Deutschland            | 72 P.       |
| 883.        | Ben Swift            | Vereinigtes Königreich | 68 P.       |
| 914.        | Artem Shmidt         | Vereinigte Staaten     | 65 P.       |
| 1195.       | Jonathan Castroviejo | Spanien                | 44.9 P.     |
| 1307.       | Michael Leonard      | Kanada                 | 37 P.       |
| 1651.       | Andrew August        | Vereinigte Staaten     | 23 P.       |
| 1707.       | Omar Fraile          | Spanien                | 20.9 P.     |
| 2854.       | Salvatore Puccio     | Italien                | 3 P.        |